# Aloys-Joseph-Eugène Arnaud
Aloys-Joseph-Eugène Arnaud (11 septembre 1834 - 17 juin 1905) est un prélat français, évêque de Fréjus et Toulon de 1900 à 1905.

## Armes
D’or à la montagne de gueules surmontée d’une étoile du même (de Roquevaire) au chef d’azur chargé du chrismon complet d'or.

## Sources
- Société Bibliographique, L'épiscopat français depuis le Concordat jusqu'à la Séparation (1802-1905), Paris, Librairie des Saints-Pères, 1907,  720p., p.247. Consultable sur Gallica.